# Gerard Badía
Gerard Badía Cortés [džerard badía cortés] (* 18. října 1989 Horta de Sant Joan) je španělský fotbalový záložník, od února 2015 působící v klubu Piast Gliwice. Mimo Španělsko působil na klubové úrovni v Polsku.

## Klubová kariéra
Svoji fotbalovou kariéru začal v CD Tortosa, kde prošel všemi mládežnickými kategoriemi. V roce 2007 se propracoval do prvního týmu. Následovalo angažmá v mužstvu CF Gavà, kde hrál v letech 2008-2009. Před sezonou 2009/10 se stal hráčem Realu Murcia Imperial, kde nastupoval za rezervu. Po roce odešel do CD Guadalajara. V srpnu 2013 zamířil do SD Noja.

### Piast Gliwice
V zimním přestupovém období ročníku 2013/14 odešel na hostování do polského týmu Piast Gliwice.

#### Sezona 2013/14
V Ekstraklase za Piast debutoval v ligovém utkání 22. kola (17. 2. 2014) proti týmu Wisla Krakow (prohra Piastu 0:1), když v 76. minutě vystřídal Radosłava Muravskiho. Celkem v ročníku odehrál 15 střetnutí, ve kterých se gólově neprosadil.

#### Sezona 2014/15
V létě 2014 do klubu přestoupil. 14. září 2014 v 8. kole vsítil svoji premiérovou branku v sezoně a zároveň za Piast, když ve střetnutí proti klubu Górnik Zabrze dal první gól zápasu (Piast nakonec vyhrál 2:1). Další přesný střelecký zásah si připsal v následujícím kole, když vstřelil na domácí půdě 2. branku svého týmu proti KS Cracovia (výhra Piastu 4:2). Svůj 3. gól v ročníku vsítil v utkání 21. kola proti GKS Bełchatów (výhra Piastu 3:1), dal v 59. minutě rozhodující branku na 2:1. Poté se prosadil o dva týdny později v zápase proti Górniku Zabrze (remíza 2:2), vsítil první branku Piastu. Sezonu zakončil s 31 střetnutími, v nichž dal 4 branky.

#### Sezona 2015/16
Na premiérový gól v ročníku si musel počkat až do 17. kola hraného 27. 11. 2015. Hráč šel na hříště v utkání proti Ruchu Chorzów v 83. minutě a o dvě minuty později vsítil 3. branku svého mužstva a Piast zvítězil 3:0. Druhé své branky v sezoně docílil ve střetnutí proti klubu Legia Varšava (remíza 1:1), v 79. minutě vyrovanal stav zápasu. Celkem v ročníku 2015/16 odehrál 30 zápasů, dal v nich 2 góly. V sezoně s týmem dosáhl historického umístění, když jeho klub skončil na druhé příčce a kvalifikoval se do druhého předkola Evropské ligy UEFA.

#### Sezona 2016/17
S Piastem se představil ve 2. předkole Evropské ligy UEFA, kde klub narazil na švédský tým IFK Göteborg, kterému podlehl 0:3 (v tomto utkání Gerard nenastoupil) a remízoval s ním 0:0.